# ヨジババ
ヨジババは学校の怪談、都市伝説の一つ。東京都、大阪府、愛知県、滋賀県などにおいて、1970年代前半には語られていた。

## 概要
怪談の内容をおおまかに表現すると、午後4時頃、学校内の特定の場所にいると、正体不明の老婆に襲われるというものである。この老婆は子供をさらうこともあり、四次元に引きずり込む、何もない世界へ連れて行くとも言われている。
老婆に遭うと金縛りに遭う、トイレに閉じ込められるともいう。人間を殺すともいい、赤いマフラーで絞殺される、鎌で斬り殺されるといった説もある。
他の怪談話と同様、設定のバリエーションに富んでおり、出現時刻が「午後4時」「午後4時4分」「午後4時44分44秒」「4月4日4時44分44秒」などまちまちであったり、その表記や読みも「ヨジババア」「よじばば」「4時ババ」「四時ババ」「四次元ばばあ」などの揺れがあったり、その出現場所も4番目のトイレ、黒板、竹薮などかなりの違いも見られるが、「午後4時」と「老婆」を共通点として各地の学校に伝わる怪談である。
「赤い紙、青い紙」のような色に関するモチーフが加えられている場合もあり、4時にトイレに入ると「赤、青、黄、どれがいる?」と声がし、「赤」と答えると赤いマフラーで絞殺され、「青」と答えると血を抜かれて真っ青になり、「黄」と答えると助かる などともいう。色についての問いに対し「四字ババ色と肌色」と答えなければ殺されるともいう。
老婆の姿について語っている例は少ないものの、血だらけの老婆、人骨を積んだ乳母車を押している、透き通った目だけで現れる、などの説がある。
名前や場所、時刻に「4」が絡むのは、「4」が「死」を連想させることが、この老婆の恐ろしさを暗示しているとの指摘もある。

## 城陽市のヨジババ
ヨジババの怪談が全国的に流行したのは1990年代前半であるが、京都府城陽市近隣では比較的古く から子どもの間で語り継がれてきた伝承が存在する。同市寺田にある水度神社の境内には、古びた着物を着た老婆の姿が描かれた、縦1メートル×横1.5メートル程度 の大きな絵馬が奉納されており、江戸時代のものと伝えられている。この絵馬に描かれている、夜叉 あるいは山姥 が「ヨジババ」とされ、午後4時までに帰宅しない子どもをさらうと言い伝えられている。2009年には、この伝承を元に東義久が創作人形劇「こうの巣山のヨジババ」を城陽市の図書館司書と共同で制作し、城陽市内の小学校で上演されている。

## 四次婆
東京テレメッセージ（初代）のポケットベル事業において、かつて学生生徒向けに提供されていたコンテンツに四次婆シリーズ（よじばばシリーズ）があった。当初に提供されたのは「四次婆神社」と題したコンテンツで、これは4次元世界に住んでるという架空のキャラクター「四次婆」とポケットベルでメッセージをやり取りするという内容であり、提供ターゲットとされた女子中学生や女子高生から一定の評価があった。 メッセージの配信時刻が午後4時4分4秒に設定されているなど、要所でヨジババの怪談話を踏まえたコンテンツであった。
後にこのシステムを拡張して、受験生向けにさまざまな入試問題を配信する「四次婆ゼミナール」などのコンテンツも配信された。